# Gassed
Gassed (Gasvergiftet) ist ein Gemälde von John Singer Sargent (1856–1925) aus dem Jahr 1919. Es befindet sich heute im Imperial War Museum in London und zeigt Soldaten der British Expeditionary Force nach einem Giftgasangriff von deutschen Truppen im Ersten Weltkrieg. John Singer Sargent, ein bedeutender US-amerikanischer Porträt-Maler, fertigte das Gemälde 1919 im Auftrag des britischen Informationsministeriums (Ministry of Information) an. Das Gemälde zählt für die britische Öffentlichkeit zu den wichtigsten Darstellungen des Krieges und seiner Folgen.

## Vorgeschichte
Im Jahr 1918 beauftragte das britische Informationsministerium den Maler John Singer Sargent, das zentrale Gemälde einer geplanten Gedenkhalle (Hall of Remembrance) für den Ersten Weltkrieg anzufertigen. Thema seines Werks sollte die anglo-amerikanische Zusammenarbeit im Weltkrieg sein. Auch andere Künstler wurden beauftragt, für die Gedenkhalle das Kriegsgeschehen in Bildern zu dokumentieren, darunter Percy Wyndham Lewis, Stanley Spencer, Christopher Nevinson, Paul Nash und Henry Tonks. Im Juli 1918 reiste Sargent zusammen mit Henry Tonks, der zuvor im Royal Army Medical Corps gedient hatte, nach Frankreich an die Westfront. 

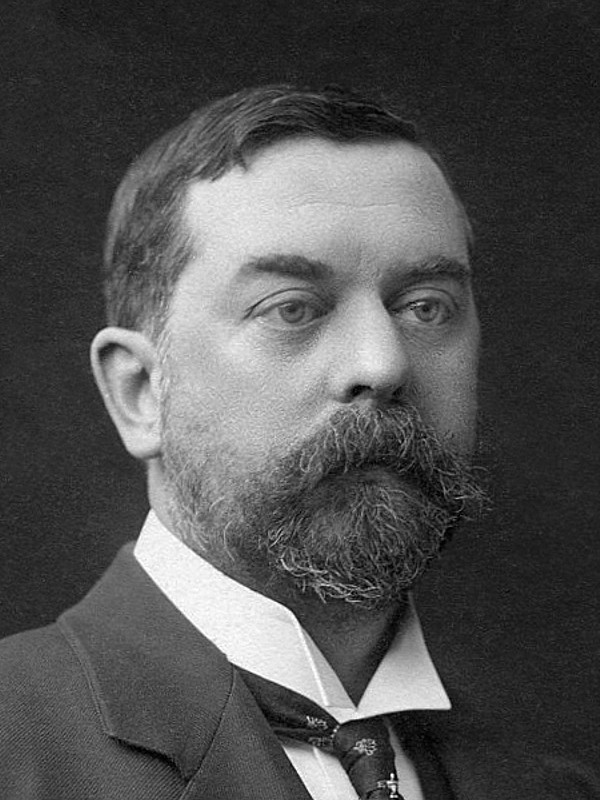
John Singer Sargent (1903)
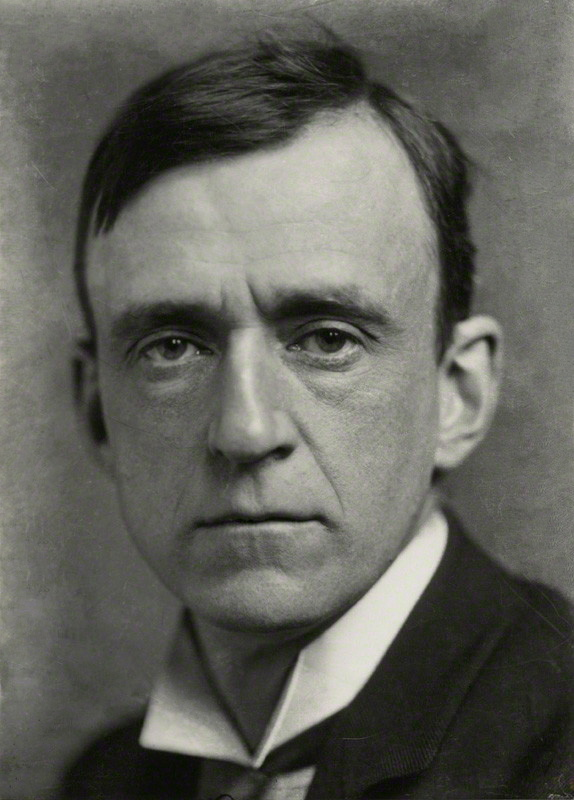
Henry Tonks (1902)
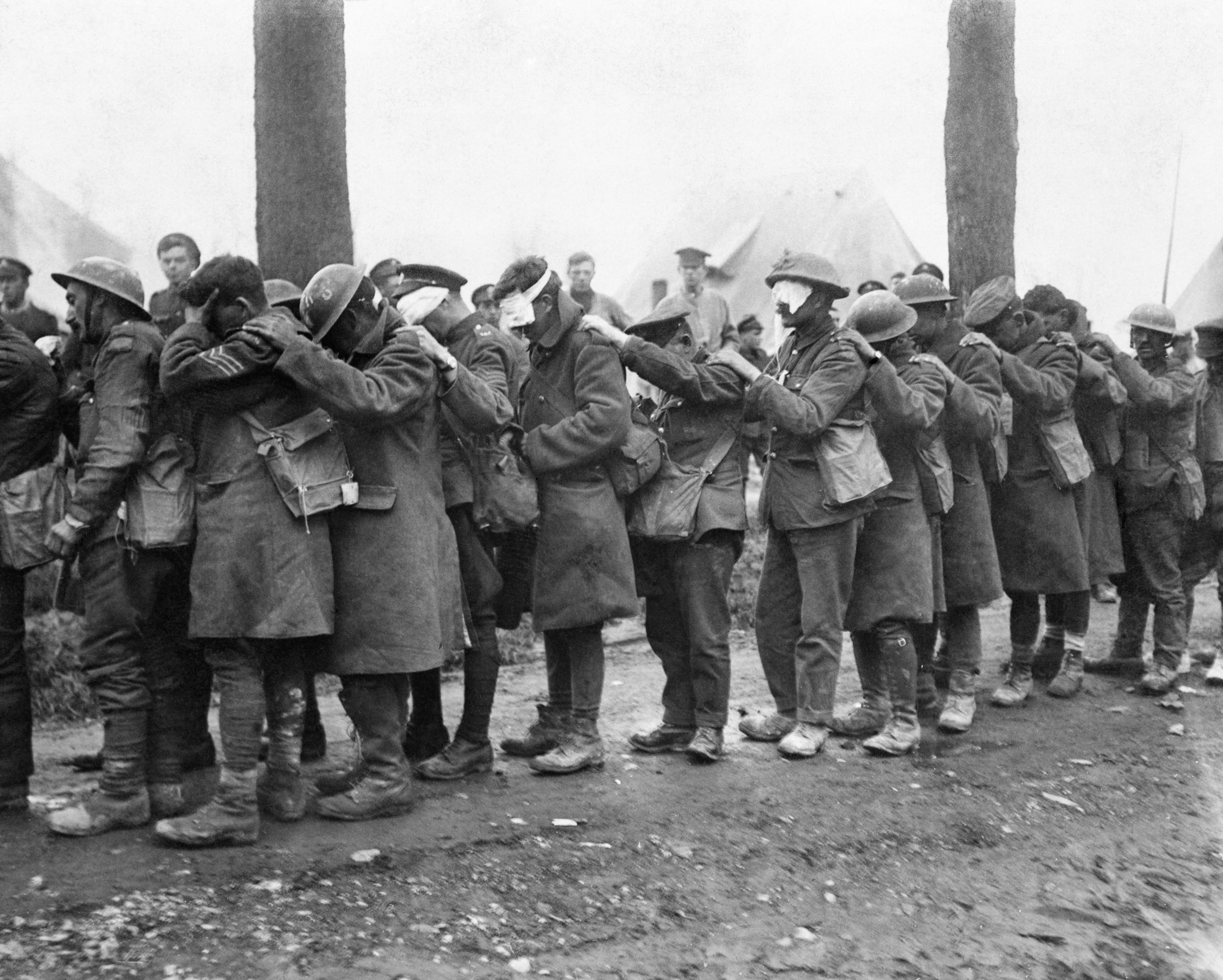
Britische Soldaten nach einem Gasangriff (1918)

Südwestlich der Stadt Arras im Département Pas-de-Calais in Nordfrankreich erlebten Sargent und Tonks im August 1918 die dramatischen Folgen eines Gasangriffs. In der Nähe des kleinen Dorfs Bailleulval gab es bei Le Bac du Sud einen Behandlungsplatz, der aus mehreren Hütten und einigen Zelten bestand. Sargent und Tonks konnten am Abend beobachten, wie dort Sanitätskräfte immer wieder Gruppen von etwa sechs Gasopfern zum Behandlungsplatz führten. Die Verwundeten, deren Anzahl schließlich mehrere Hundert betrug, setzten oder legten sich in das Gras. Die geblendeten Soldaten litten offenbar an großen Schmerzen, vor allem in ihren Augen, die mit einem Stück Stoff verbunden waren. Sargent war sehr bewegt von der Szene und machte sich sofort zahlreiche Notizen.

## Vorarbeiten und Fertigstellung

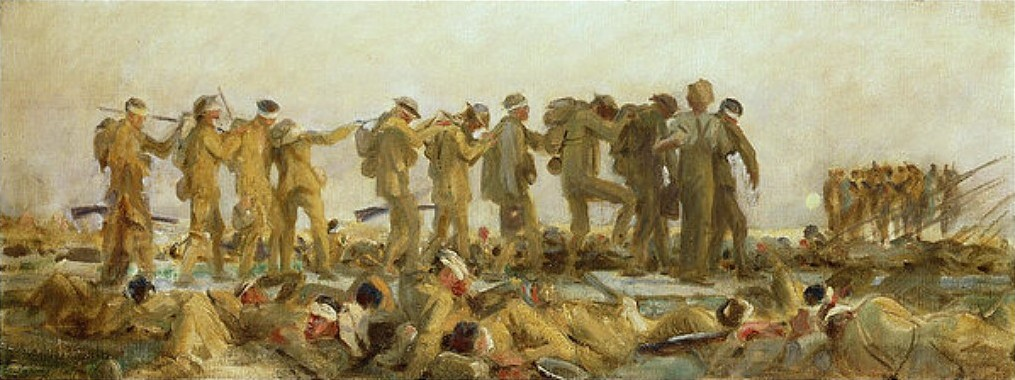
Ölstudie von Gassed

Sargent beschloss, dieses erschütternde Ereignis zum Thema seines großformatigen Werks zu machen. Das War Memorials Committee des Informationsministeriums, das mit der Auswahl der Gemälde betraut worden war, genehmigte die Änderung des Themas. Sargent arbeitete an dem Gemälde von Ende 1918 bis März 1919 in seinem Studio im Londoner Stadtteil Fulham. Dazu fertigte er mit Zeichenkohle auf Papier zahlreiche Studien an, in denen er sich mit Details und der Gesamtkomposition beschäftigte. Der Arbeitstitel des Gemäldes war Gassed Soldiers. 

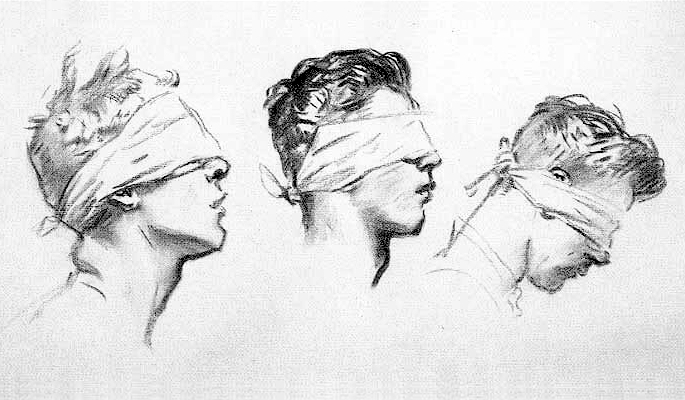
Gasopfer mit Augenbinden
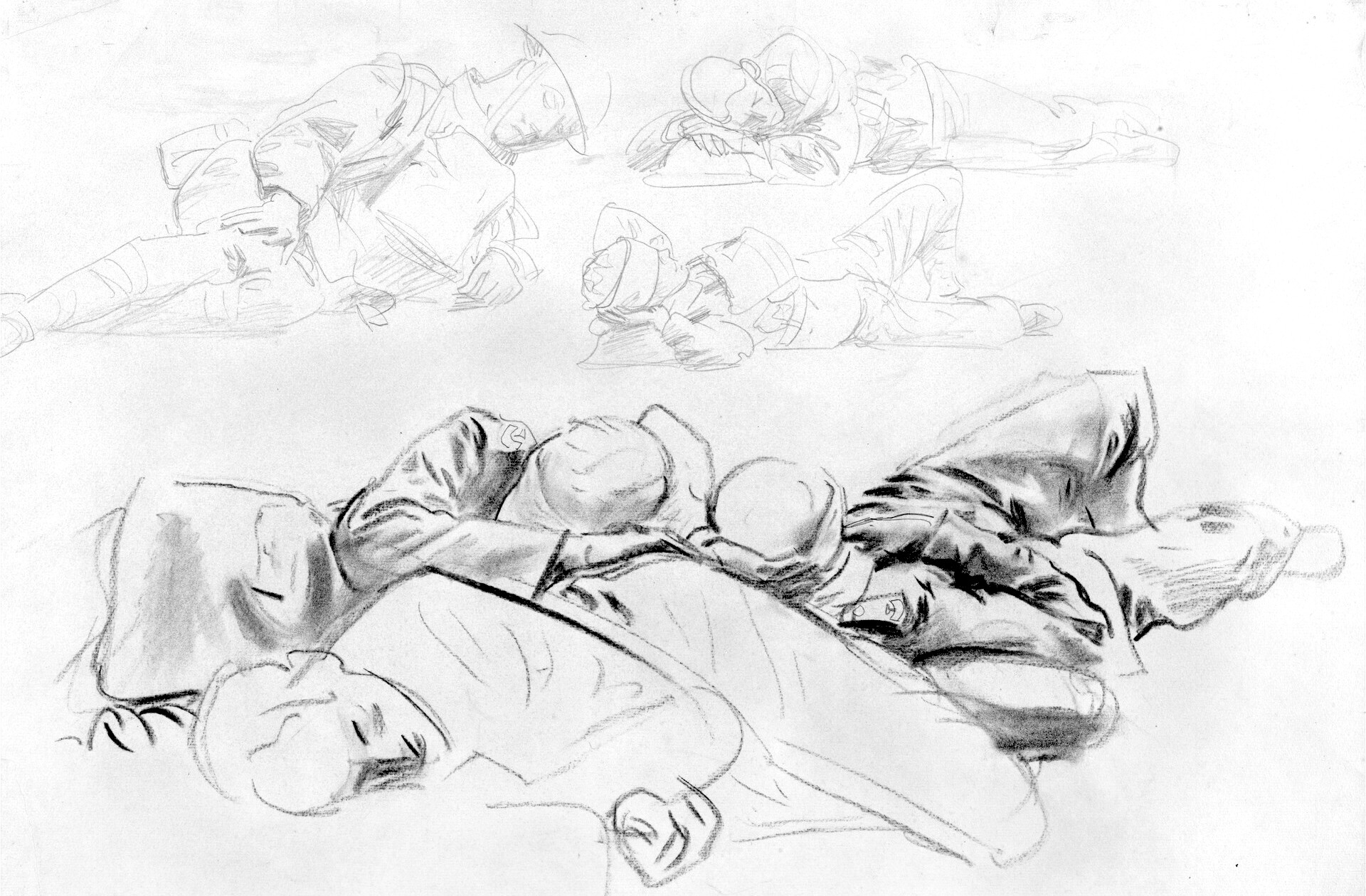
Liegende Verwundete
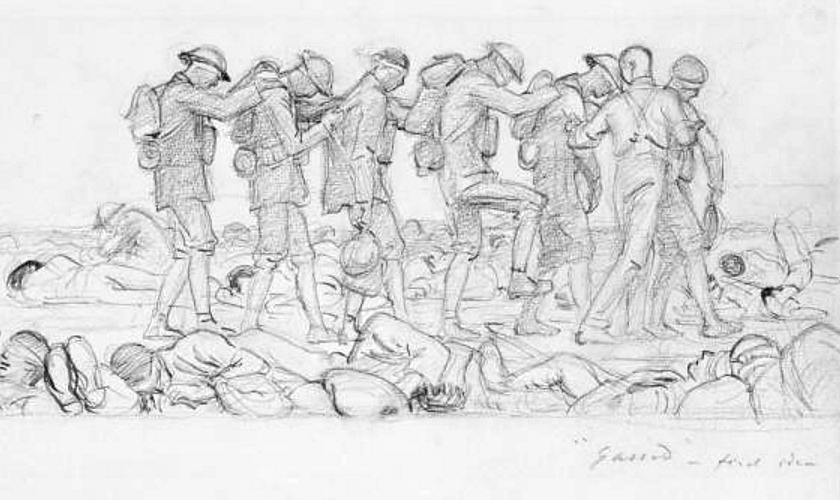
Gesamtkomposition

Schließlich fertigte Sargent eine kleinformatige Ölskizze an, die bereits alle wesentlichen Elemente des Gemäldes in sich vereinte. Dieser Entwurf wurde 2003 bei dem Auktionshaus Christie’s für 162.050 £ verkauft. Im März 1919 hatte Sargent das Gemälde fertiggestellt. Es wurde anschließend an der Royal Academy of Arts in London ausgestellt. Aufgrund fehlender Finanzierung ließ man den Plan für die Gedenkhalle nach Ende des Kriegs fallen und brachte das Werk zusammen mit anderen für die Gedenkhalle vorgesehenen Gemälden im Imperial War Museum unter. Sargent erhielt damals für sein Gemälde 300 £, heute etwa 15.000 £.

## Bildbeschreibung

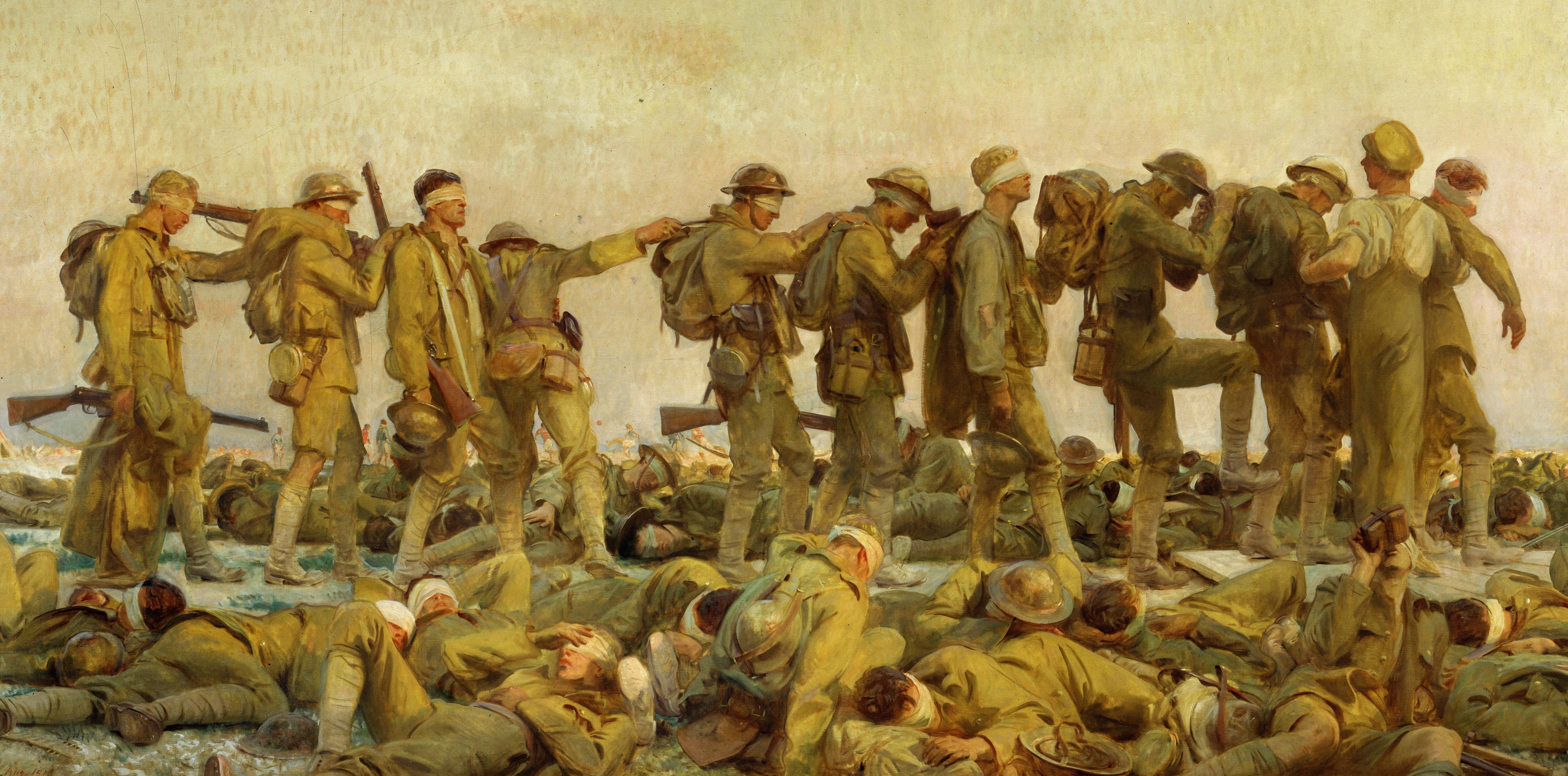
Das zentrale Bildmotiv

Das großformatige Gemälde ist 6,11 m breit und 2,31 m hoch, so dass die Personen im Vordergrund nahezu lebensgroß abgebildet sind. Die Maltechnik ist Ölmalerei mit Ölfarbe auf Leinwand. Das Gemälde ist sehr geschickt und technisch versiert mit locker geführtem Pinselstrich gestaltet. Den Mittelpunkt des Gemäldes bilden drei Dreiergruppen von Soldaten. Ein Sanitäter und ein weiterer Soldat, die sich beide vom Betrachter abgewendet haben, führen die Gasopfer entlang eines Weges durch die leere Landschaft. Der Weg führt auf einen Holzsteg zu einem Sanitätszelt, dessen Seile am rechten Bildrand zu erkennen sind. In den einzelnen Dreiergruppen halten sich die Soldaten jeweils an der Schulter des Vordermannes fest. Die Augen der Verletzten sind mit Augenbinden bandagiert. Vier der neun Soldaten tragen keinen Helm auf dem Kopf. Einer der Verwundeten hat sein Bein an der Stufe zum Holzsteg stark angehoben, da er die Höhe des Hindernisses nicht abschätzen kann. 

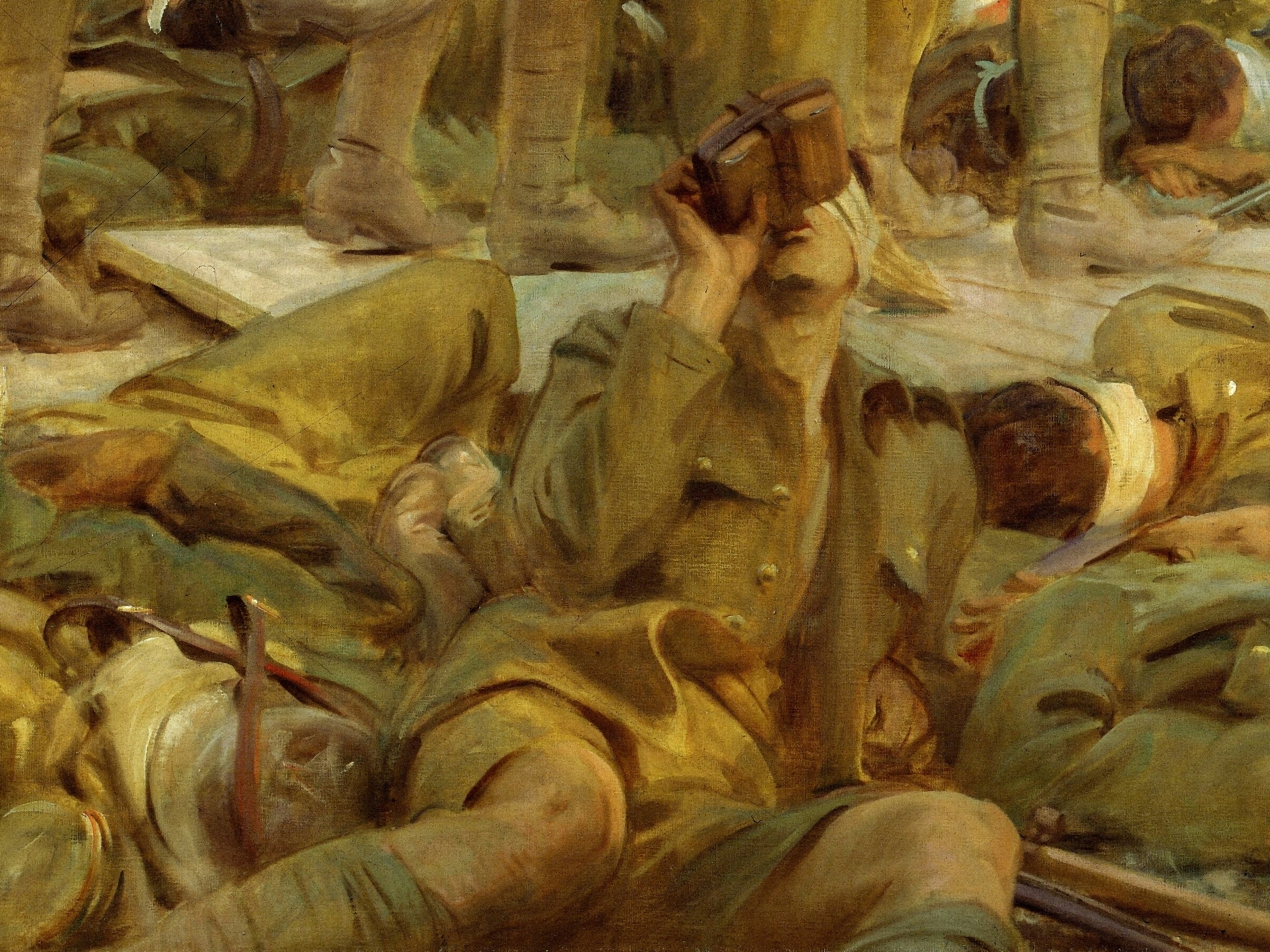
Trinkender Soldat im Vordergrund
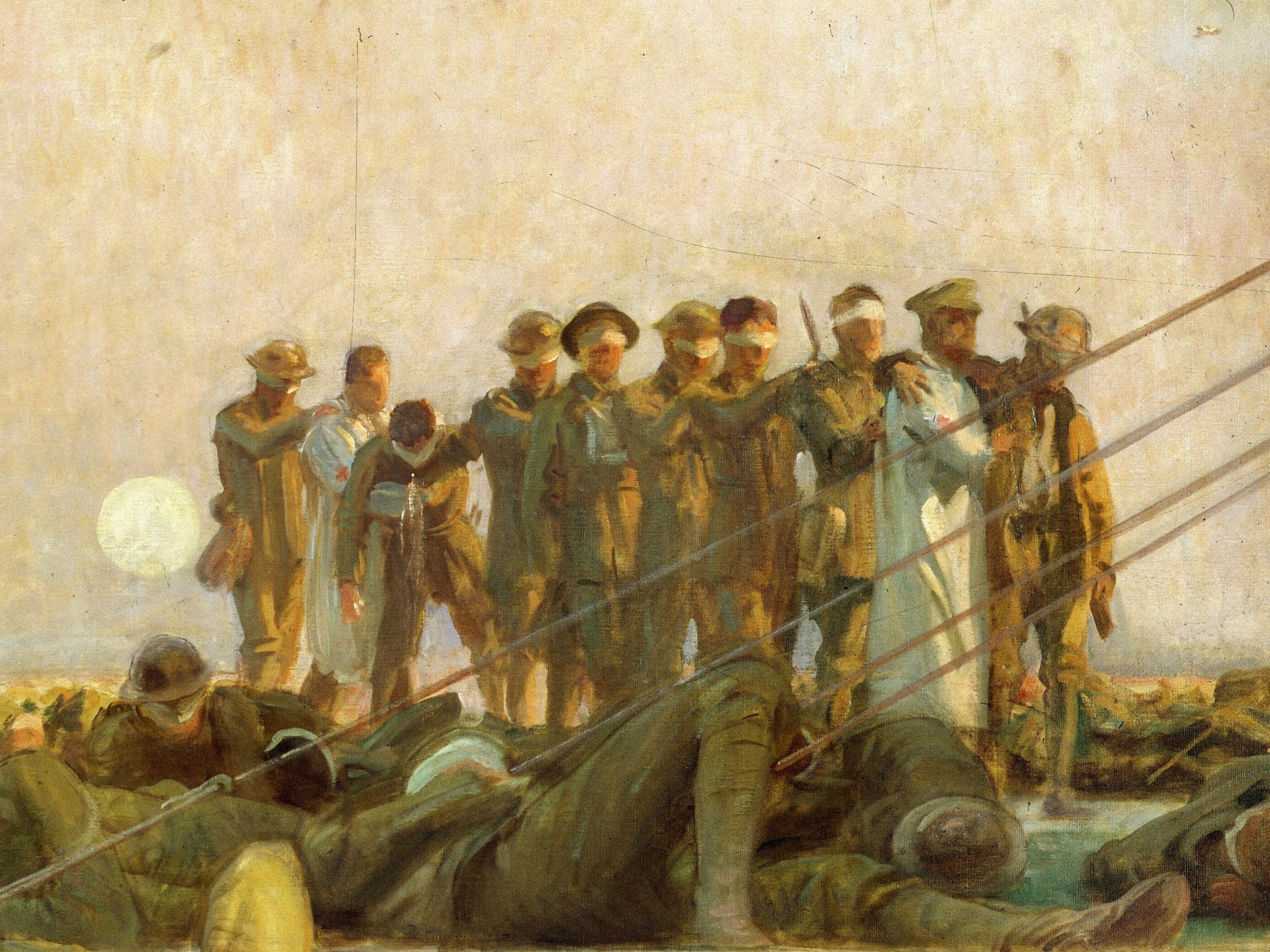
Zweite Gruppe Geblendeter rechts
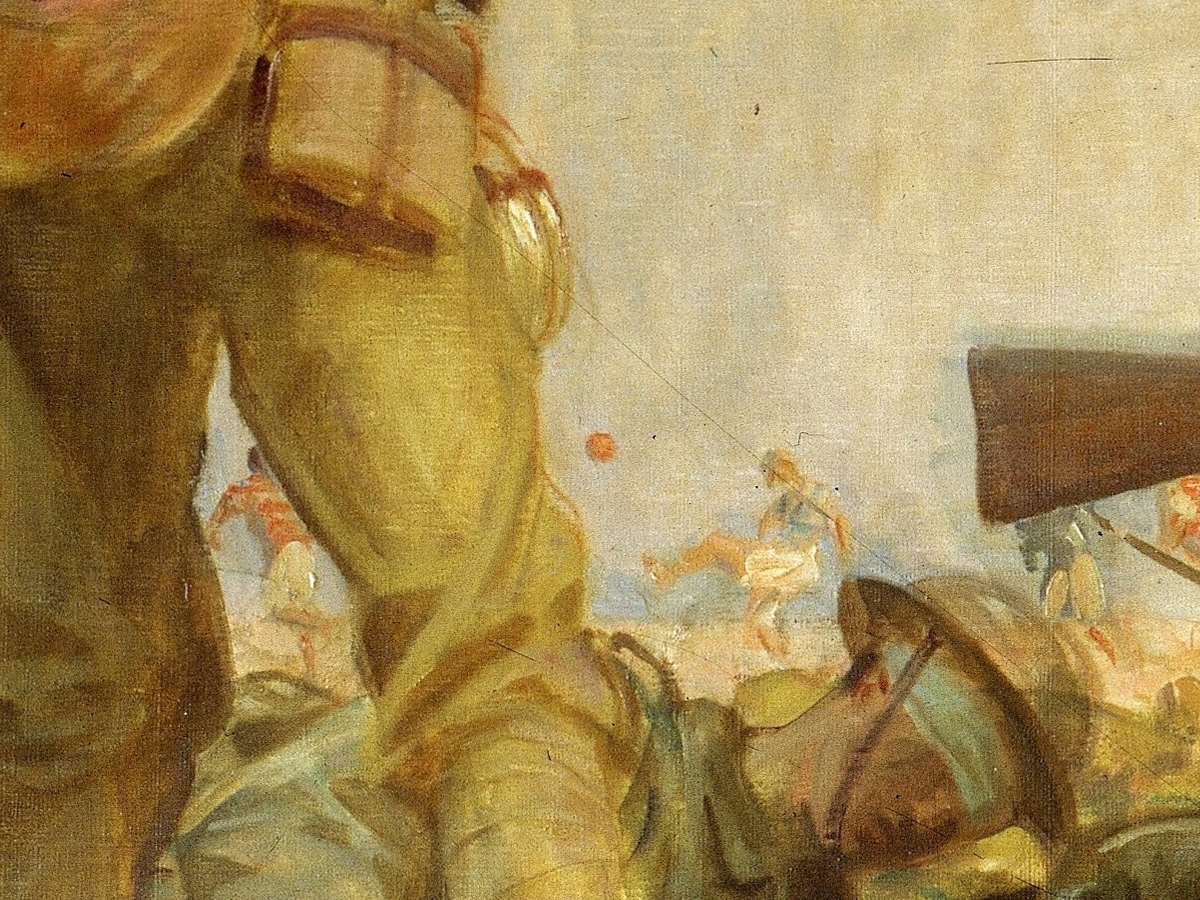
Fußballspielende Soldaten im Hintergrund

Im Vordergrund sitzen oder liegen durcheinander weitere Verwundete. Ein Soldat trinkt aus einer Wasserflasche. Einige der liegenden Personen könnten auch tot sein. Im rechten Bildhintergrund sieht man acht weitere Gasopfer, die von zwei Sanitätern geführt werden. Ein Soldat hat sich nach vorne gebeugt und erbricht sich. Links neben dieser Gruppe ist der aufgehende Mond dargestellt. Weit im Hintergrund spielen unverletzte Soldaten Fußball. Die Spieler scheinen die Reihen verwundeter Kameraden nicht zur Kenntnis zu nehmen. Die zweite Gruppe und die Fußballspieler im Hintergrund werden von rechts von der Abendsonne beleuchtet. Die Soldaten im Bildvordergrund befinden sich offenbar im Schatten des Sanitätszelts. Das Abendlicht taucht die ganze Szene in ein mildes oranges Licht.
Sargent zieht den Blick des Betrachters auf die taktilen Beziehungen zwischen den wehrlosen Männern. Es gibt zwar für die Leidenden einen schwachen Hoffnungsschimmer, als sie zum Sanitätszelt geführt werden, aber der Gesamteindruck ist von Verlust und Leid geprägt, der durch die gebeugte Haltung der Männer verstärkt wird. Der Gegensatz zu den offenbar sorglosen Fußballspielern wird dadurch unterstrichen, dass diese sich ihrer Uniform entledigt haben, wohingegen die Verwundeten noch nahezu komplette Kleidung und Ausrüstung tragen.

## Hintergrund
Gassed ist nicht repräsentativ für das Gesamtwerk von John Singer Sargent. Die Darstellung von Verlust und Leid zählte bis zu diesem Zeitpunkt nicht zu den typischen Sujets seines Schaffens. Um die Jahrhundertwende vom 19. in das 20. Jahrhundert war er ein berühmter und teurer Porträtmaler. Sargent wurde zwar immer wieder für seine technischen Fähigkeiten gerühmt, seine Sujets und sein Malstil brachten ihm aber auch den Vorwurf der Oberflächlichkeit ein. Daher ist die ruhige und würdevolle Darstellung der Kriegsopfer ungewöhnlich für sein Werk. An der Westfront malte Sargent noch weitere Bilder. Diese sind in Aquarellfarben gehalten und zeigen das Kriegsgrauen nicht annähernd mit der Ausdruckskraft und Eindringlichkeit wie Gassed. Sargent war zur Zeit der Vollendung des Gemäldes 62 Jahre alt, so dass das Bild zu seinem Spätwerk zu zählen ist.

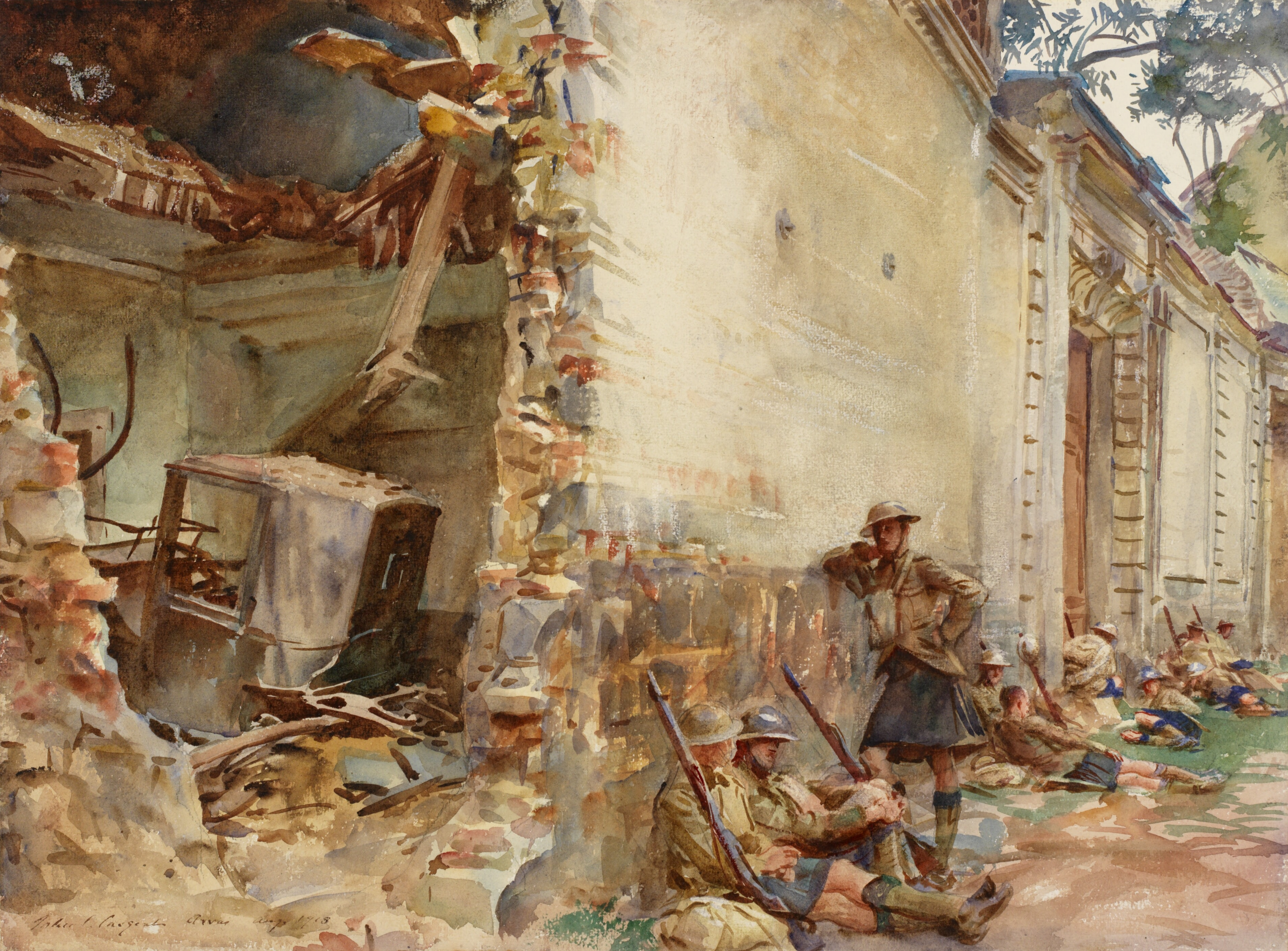
John Singer Sargent: A Street in Arras (1918)
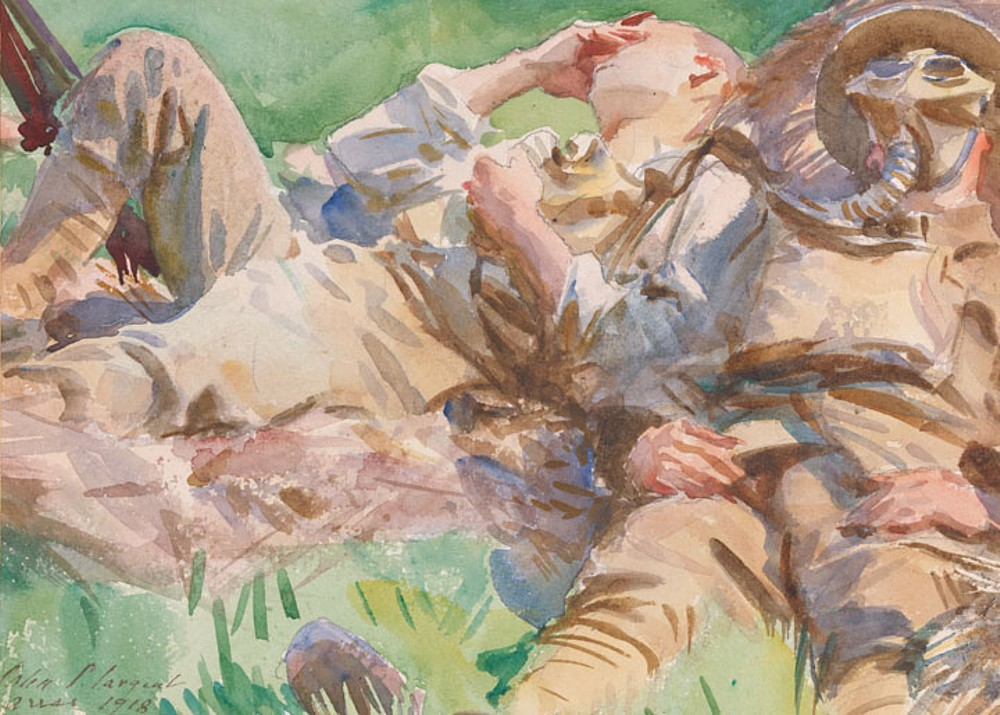
John Singer Sargent: Two Soldiers in Arras (1918)
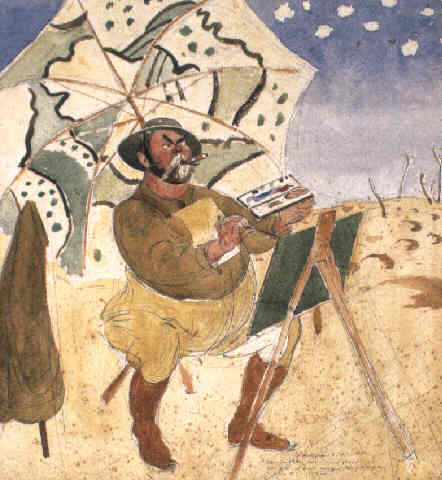
Henry Tonks: John Singer Sargent painting (1918)

Das Gemälde gibt deutliche Hinweise auf den Umgang mit den Gasopfern, den fehlenden Schutz vor chemischen Waffen und die Auswirkungen und das Ausmaß eines Gasangriffs: In der durch den Stellungskrieg verwüsteten Landschaft hinter der Westfront führten Holzstege zu Behandlungsplätzen mit Zelten. Die Soldaten waren offensichtlich immer wieder Gasangriffen ausgeliefert, da einige der abgebildeten Gasopfer in Taschen um den Hals Gasmasken bei sich führen. Schutzkleidung gegen Kontaktgifte dagegen fehlt. Gasangriffe führten punktuell zu hohen Verlusten, wie das Gemälde veranschaulicht. Zudem waren die Sanitätskräfte mit der Vielzahl der Opfer überfordert. Die Verwundeten liegen oder sitzen allem Anschein nach ohne weitere ärztliche Versorgung auf dem Boden. Die Soldaten waren aber nach vier Kriegsjahren gegenüber dem vielfachen Leid abgestumpft – das Fußballspiel geht weiter. 
Sargent und Tonks hatten offenbar die Folgen des deutschen Gasangriffs auf die 99. Brigade der 2. Infanterie-Division und die 8. Brigade der 3. Infanterie-Division der Britischen Armee während der zweiten Schlacht von Arras miterlebt. Bei diesem Angriff wurde Senfgas (mustard gas) eingesetzt, ein chemischer Kampfstoff, der das Gewebe der Haut und der Atemwege zersetzt. Das persistierende Kontaktgift dringt dabei unbemerkt in die Atemwege und durch die Kleidung in die Haut ein und entfaltet seine Wirkung erst nach einigen Stunden. Es treten Verletzungen vergleichbar mit Verbrennungen oder Verätzungen auf, die zu Hautblasen, Erbrechen, gelegentlich Erblinden und vereinzelt Ersticken führen. Der Kontakt mit Senfgas ist selten tödlich, fügt der betroffenen Person aber qualvolle Verletzungen und starke Schmerzen zu. Im Ersten Weltkrieg waren die Heilungschancen allerdings besser als im Vergleich zu Verwundungen durch Schussverletzungen. Das Jahr 1918 stellte den Höhepunkt des Gaskrieges dar. Die Giftgase wurden mit Granaten durch die Artillerie exponiert. Durchschnittlich jede dritte Granate war mit chemischen Kampfstoffen gefüllt. Zusammen mit den chemischen Kampfstoffen wurden Maskenbrecher eingesetzt. Diese  Nasen- und Rachenkampfstoffe übten eine starke Reizwirkung auf die Atemwege aus, so dass die betroffenen Personen die Gasmaske abnehmen mussten und der Einwirkung der eigentlichen Kampfstoffe ausgesetzt waren. 

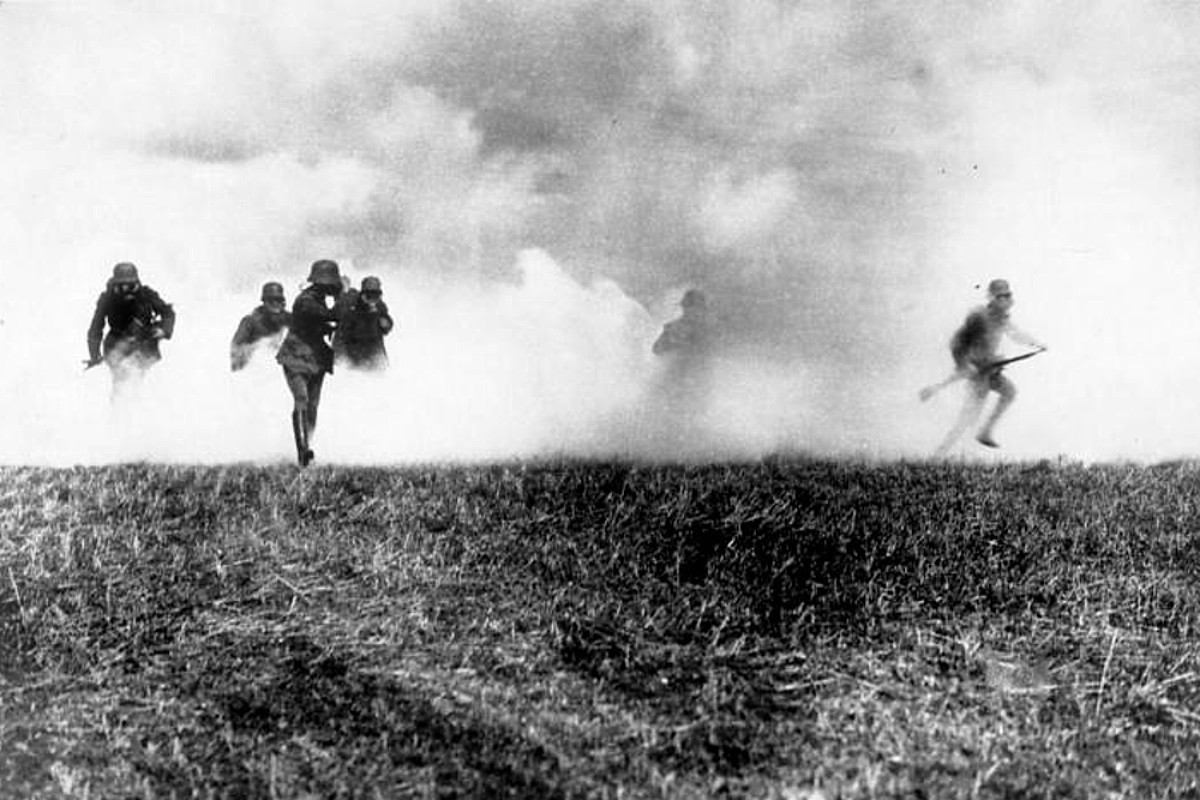
Deutsche Soldaten bei einem Gasangriff
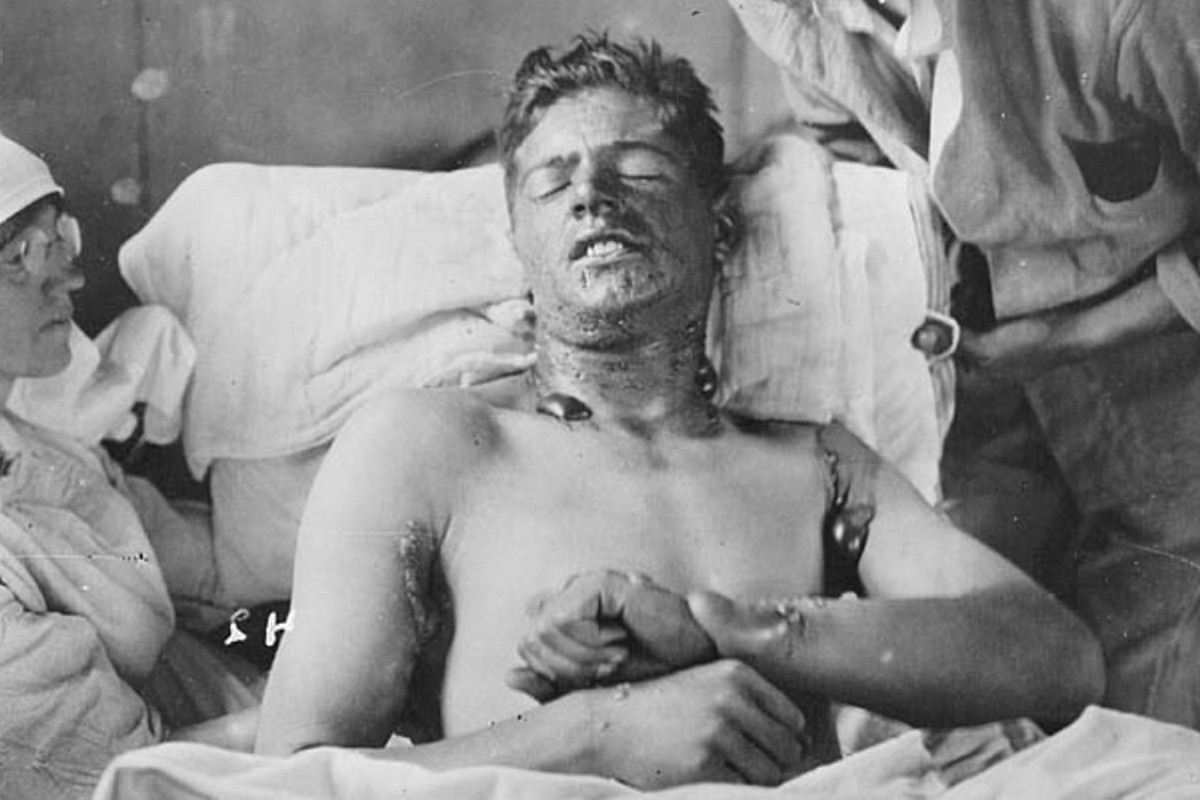
Kanadischer Soldat mit Verletzungen durch Senfgas

## Rezeption
Gassed wurde 1919 von der Royal Academy of Arts zum Bild des Jahres gewählt. Das Gemälde war aber nicht unumstritten. Manche Kritiker hielten es für unrealistisch, pathetisch und allzu heroisch. Winston Churchill aber meinte, das Gemälde veranschauliche aufgrund seiner genialen Darstellung und schmerzhaften Bedeutung die offenkundige Erschütterung des britischen Nationalbewusstseins durch die Kriegsereignisse. Die Schriftstellerin Virginia Woolf stand Gassed insgesamt kritisch gegenüber, stellte aber fest, dass dieses Gemälde „endlich den Nerv des Protestes oder vielleicht der Humanität getroffen hat“. Sie störten vor allem theatralische Details wie das übertrieben angehobene Bein des Soldaten an der Stufe.
Von 2016 bis 2018 ging das Gemälde auf eine ausgedehnte Tour durch die Vereinigten Staaten und sorgte dort und in Großbritannien für großes mediales Interesse. Die New York Times bezeichnete das Gemälde als „monumental“, die Daily Mail als ein „Meisterwerk“, der Daily Telegraph beschrieb es als „großartig“, der Guardian als „außergewöhnlich“ und die Associated Press als „episch“. Unter anderem wurde das Gemälde in der Pennsylvania Academy of the Fine Arts und in der Wylie Gallery des National World War I Museum and Memorial in Kansas City gezeigt. Gassed gilt heute im englischsprachigen Raum als eine der bedeutendsten Kriegsdarstellungen der Neuzeit.